# Otto Sirgo
Otto Sirgo Haller (La Habana, 19 de diciembre de 1946), conocido como Otto Sirgo, es un actor de teatro y de televisión y director de telenovelas (desde 1969) cubano, nacionalizado mexicano, reconocido con Premios TVyNovelas y Micrófono de Oro. Es hijo de Otto Sirgo y de Magda Haller, nieto por parte de madre de la actriz Conchita Gentil Arcos y es viudo de la actriz Maleni Morales.

## Filmografía

### Telenovelas
- Juegos interrumpidos (2024) ... Pedro[1]
- Eternamente amándonos (2023) ... Gabriel Garibay[2]
- Vencer el pasado (2021) .... Eusébio Álvarez[3][4]
- Falsa identidad (2020-2021) ... Plácido Arismendi "El Apá"
- Preso No.1 (2019) ... Benito Rivas
- Ringo (2019) ... Iván Garay
- Enemigo íntimo (2018)... Nemesio Rendón
- Tres veces Ana (2016-2017)... Rodrigo Casasola
- Lo que la vida me robó (2013-2014) .... Regino
- Quiero amarte (2013-2014) .... Manuel Olazabal
- Cachito de cielo (2012) .... Gustavo Mendiola
- Por ella soy Eva (2012) .... Jesús Legarreta
- Ni contigo ni sin ti (2011) .... Octavio Torreslanda
- Sortilegio (2009) .... Dr. Jorge Krueger
- Un gancho al corazón (2008-2009) .... Salvador Ulloa
- Palabra de mujer (2007-2008) .... Mariano Álvarez y Junco
- Amor sin maquillaje (2007)
- Amar sin límites (2006-2007) .... Alfredo Toscano
- La esposa virgen (2005) .... Dr. Misael Mendoza
- Mujer de madera (2004-2005) .... Leopoldo Rebollar
- Niña amada mía (2003) .... Octavio Uriarte
- El juego de la vida (2001-2002) .... Javier Álvarez
- Por un beso (2000-2001) .... Julio Otero Robles/Gonzalo Ruiz de Cota
- DKDA Sueños de juventud (1999-2000) .... Eduardo Arias
- Alma rebelde (1999) .... Don Marcelo Rivera Hill
- Una luz en el camino (1998) .... Padre Federico
- El secreto de Alejandra (1997-1998) .... Carlos
- Lazos de amor (1995-1996) .... Eduardo Rivas
- Buscando el paraíso (1993-1994) .... Don Ángel
- Tenías que ser tú (1992-1993) .... Tasio Charachaga
- Alcanzar una estrella II (1991) .... Alejandro Loredo
- Morir para vivir (1989) .... Sebastián Quijano
- Rosa salvaje (1987-1988) .... Ángel de la Huerta
- Cautiva (1986) .... Daniel
- Principessa (1984-1986) .... Rodolfo
- Un solo corazón (1983-1984) .... Óscar Padilla
- Vivir enamorada (1982-1983) .... Andrés
- Juegos del destino (1981-1982) .... José Luis Morantes hijo
- Divino tesoro (1980)
- Juventud (1980) .... Rafael
- Los ricos también lloran (1979)
- Mamá Campanita (1978-1979) .... Enrique
- Rina (1977) .... Omar
- La venganza (1977) .... Alfonso
- Barata de primavera (1975-1976) .... Antonio
- Marina (1974)
- Los miserables (1974) .... Félix Tholomyes
- Entre brumas (1973) .... Enrico
- El honorable señor Valdez (1973-1974)
- Las gemelas (1972) .... Mario
- Me llaman Martina Sola (1972)
- El amor tiene cara de mujer (1971-1973) .... Cristián
- La cruz de Marisa Cruces (1970) .... Héctor
- Honor y orgullo (1969)

### Cine
- Por la libre (2000)

### Director de escena

#### Series de televisión
- Fabricantes de Ovnis (2024) Alfonso
- Ingobernable (2018) Tomás Urquiza
- Dos mujeres en mi casa (1984)
- Papá soltero  (1989-1990)

#### Telenovelas
- Agujetas de color de rosa (1994-1995)
- El alma no tiene color (1997)

## Premios y nominaciones

### Premios TVyNovelas
| Año  | Categoría              | Telenovela               | Resultado |
| ---- | ---------------------- | ------------------------ | --------- |
| 2017 | Mejor actor de reparto | Tres veces Ana           | Nominado  |
| 1996 | Mejor actor de soporte | Lazos de amor            | Ganador   |
| 1992 | Mejor actor de reparto | Alcanzar una estrella II | Ganador   |

### Micrófono de Oro
| Año  | Categoría            | Resultado |
| ---- | -------------------- | --------- |
| 2015 | Excelencia Artística | Ganador   |